# La cavalcata ardente
Pour plus de détails, voir Fiche technique et Distribution.
La cavalcata ardente est un film italien réalisé par Carmine Gallone, sorti en 1925.

## Fiche technique
- Titre : La cavalcata ardente
- Réalisation : Carmine Gallone
- Pays de production : Royaume d'Italie
- Format : Noir et blanc - 1,33:1 - Film muet
- Date de sortie : 1925

## Distribution
- Soava Gallone : Grazia Montechiaro
- Emilio Ghione : le prince de Santafè
- Raimondo Van Riel (it) : Pasquale Notto, un brigand
- Ciro Galvani : Giuseppe Garibaldi
- Jeanne Brindeau
- Gabriel de Gravone
- Ignazio Lupi
- Alfredo Martinelli
- Marcella Sabbatini (it)